# شایولاسلوفالوا
شایولاسلوفالوا (به مجاری:  Sajólászlófalva) یک منطقهٔ مسکونی در مجارستان است که در ناحیه میشکولتس واقع شده‌است.